# Geschlecht (Biologie)
Das Geschlecht ist in der Biologie eine übliche Einteilung von individuellen Lebewesen nach der Produktion von Keimzellen im Rahmen der geschlechtlichen oder sexuellen Fortpflanzung. Bei sexueller Fortpflanzung mit Keimzellen ungleicher Größe (Anisogamie) werden die Individuen, die die größeren Keimzellen produzieren, weiblich, diejenigen, die die kleineren Keimzellen produzieren, männlich genannt. Bei Eukaryoten ist die geschlechtliche Fortpflanzung nahezu universell, die Aufteilung der Keimzellen (wenn solche ausgebildet werden) auf zwei Typen oder Klassen von Individuen aber nicht. Bei den Arten und Individuen, bei denen es männliche und weibliche Individuen gibt, ist eine Differenzierung auch der nicht der Fortpflanzung dienenden, somatischen Zellen, ggf. auch daraus gebildeter Gewebe und Organe, ebenfalls nicht universell. Sind männliche und weibliche Individuen, auch abseits der Keimdrüsen und Fortpflanzungsorgane selbst, anhand eindeutiger Merkmale unterscheidbar, wird das Geschlechtsdimorphismus genannt.
In der medizinischen und sozialwissenschaftlichen Literatur und insbesondere in der feministischen Wissenschaftstheorie und Queer-Theorie wird, nur bei der Art Mensch, dem biologischen Geschlecht (sex) auch das soziale Geschlecht („Gender“) an die Seite gestellt. Die Beziehung beider zueinander ist seit ihrer Etablierung in der Medizin ab den 1950er Jahren kontinuierlich und vielseitig Gegenstand der Debatte. Einflussreich ist insbesondere das Werk Das Unbehagen der Geschlechter der Philosophin Judith Butler, der zufolge das biologische Geschlecht (sex) ebenso sozial determiniert sei wie das soziale Geschlecht (gender).
Menschen, bei denen die Zuweisung des biologischen Geschlechtes nicht mit ihrer Geschlechtsidentität übereinstimmt oder die für sich selbst die Zuordnung insgesamt ablehnen, sind transgender. Lebewesen, deren körperliche Geschlechtsmerkmale nicht eindeutig als weiblich oder männlich einzuordnen sind werden intersexuell genannt.

## Geschlechtliche Fortpflanzung
Geschlechtliche Fortpflanzung beruht auf einer Abfolge von Zellgenerationen mit abwechselnd einfachem (haploidem) und doppeltem (diploidem) Chromosomensatz (Kernphasenwechsel) und dem damit verbundenen Austausch von genetischem Material bei einem Paarungsvorgang. Kennzeichnend für die geschlechtliche Fortpflanzung ist also die spezifische Reduktionsteilung oder Meiose mit Rekombination. Sexuelle Paarung kommt nicht bei allen Eukaryoten, aber in allen grundlegenden Entwicklungslinien vor, der grundlegende Mechanismus ist universell und wohl bereits vom gemeinsamen Vorfahren aller Eukaryoten ererbt (ähnliche, aber im Detail andere Vorgänge bei den Prokaryoten werden als Parasexualität zusammengefasst). Bei einzelligen Eukaryoten oder Protisten ist sie naturgemäß weder mit besonderen Zelltypen noch mit einer Erhöhung der Individuenzahl verbunden, also keine „Vermehrung“ im üblichen Sinne. Innerhalb der mehrzelligen Organismen ist die Bildung von Keimzellen in spezifischen Organen (etwa Keimdrüsen oder Gonaden) üblich, auch wenn es auch hier Ausnahmen gibt (etwa bei vielen Pilzen). Werden Keimzellen gebildet, verschmelzen je zwei Keimzellen zu einer Zygote. Die Abfolge von Bildung der Zygote und Meiose ist bei vielzelligen Organismen sehr verschieden: Folgt die Meiose unmittelbar auf die Bildung der Zygote, ist der danach gebildete Organismus haploid (genannt ein Haplont). Auf diesem werden durch einfache Mitose Keimzellen gebildet. Wird die Meiose aufgeschoben, sind die Zellen des Organismus diploid (ein Diplont). Die Meiose geht dann unmittelbar der Bildung der Keimzellen voraus. Die beim Menschen übliche Abfolge, bei der ausschließlich die Keimzellen haploid sind, ist also ein Spezialfall. Nur die Keimzellen selbst müssen immer haploid sein.

### Geschlechter und Paarungstypen
Bei der Bildung der Keimzellen oder Gameten gibt es zwei Möglichkeiten, beide vielfach in Lebewesen verwirklicht:
- Alle Keimzellen sind gleich groß und morphologisch identisch.[9] Dies wird Isogamie genannt. Die bei der Befruchtung verschmelzenden Gameten werden Isogameten bezeichnet und zeigen morphologisch keinen Geschlechtsdimorphismus. Isogamie kommt bei vielen einzelligen Eukaryoten und manchen Pilzen vor. Die folgende Generation vielzelliger Organismen entsteht also durch die Verschmelzung zweier gleich großer Gameten. Dennoch verschmelzen nur bei einigen Arten die Gameten wahllos mit anderen derselben Art; meist werden auf Basis von spezifischen Rezeptoren einige akzeptiert, andere nicht. Diese unterschiedlichen Formen und Stämme von Keimzellen und ggf. die Organismen, die sie produzieren, heißen Paarungstypen. Die Anzahl der Paarungstypen, etwa bei den Pilzen, reichen von zwei bis zu einigen Tausend pro Art. Bei Arten mit Isogamie kommt es also zu geschlechtlicher Fortpflanzung, aber die verschiedenen Paarungstypen werden normalerweise nicht Geschlechter genannt. Nur auf genetischer Ebene kann die vorliegende Heterogametie von Isogameten nachgewiesen werden.[9]
- Die Keimzellen sind untereinander verschieden groß. Dies wird Anisogamie genannt. Der Größenunterschied zwischen den Gameten kann dabei recht gering sein, meist ist er aber erheblich. Wenn Größenklassen ausgebildet sind, beträgt ihre Anzahl immer und universell zwei, es gibt also nur eine Klasse großer Gameten (meist Eizelle genannt) und eine Klasse kleiner Gameten (meist Spermien genannt). Die geschlechtliche Fortpflanzung bei Arten mit Anisogameten ist also immer und ausnahmslos zweigeschlechtlich oder bisexuell (wenn sie nicht sekundär wieder aufgegeben wurde; dann kommt es zu eingeschlechtlicher Fortpflanzung, Jungfernzeugung oder Parthenogenese). Da sich die Gameten geschlechtsspezifisch genetisch und morphologisch unterscheiden, ist es bei Anisogamie sinnvoll, von männlichem und weiblichem Geschlecht zu reden. Die bei der Befruchtung verschmelzenden Gameten weisen unterschiedliche Geschlechtschromosomen auf (Heterogametie), beim Menschen wären dies das X- und das Y-Chromosom.[9]

Im Falle von Anisogamie gibt es wieder zwei Möglichkeiten:
- Männliche und weibliche Keimzellen werden in Gonaden produziert, deren beide Typen auf demselben Organismus sitzen. Dafür haben sich in der Botanik und in der Zoologie unterschiedliche Fachbegriffe etabliert. In der Botanik spricht man von Einhäusigkeit oder Monözie. In der Zoologie wird dasselbe Hermaphroditismus genannt (dieser Begriff wird in der Biologie enger definiert als im allgemeinen Sprachgebrauch und meint als Fachbegriff nur Organismen mit funktionsfähigen Gonaden beider Geschlechter auf demselben Organismus[10]). Dabei können Individuen beide Geschlechtszellentypen gleichzeitig (simultan) oder nacheinander (sukzessive) bilden. Beide Typen sind bei den Eukaryoten weit verbreitet. Man nimmt etwa an, dass knapp 30 Prozent aller Tierarten Hermaphroditen sind.[11]
- Männliche Keimzellen werden in männlichen Gonaden auf bestimmten Individuen der Art produziert, weibliche in weiblichen Gonaden auf anderen Individuen. Nur in diesem Fall ist es sinnvoll, auch die Individuen in männliche und weibliche einzuteilen. Zur Beschreibung der Arten mit rein männlichen und rein weiblichen Individuen wurde der Fachausdruck Gonochorismus eingeführt.

Die biologische Definition der Geschlechter beruht demnach, bei Individuen, ausschließlich auf der geschlechtlichen Fortpflanzung. Bei vielen Arten kommt es zu geschlechtlicher Fortpflanzung, ohne dass es Individuen unterschiedlichen Geschlechts gäbe. Auch innerhalb einer Art, sogar innerhalb desselben Individuums, sind die Vorgänge im Detail kompliziert und verwickelt. Die genannte Definition ist ausschließlich funktional.

## Geschlechtsbestimmung
Obwohl in der Biologie also nur zwei Geschlechter unterschieden werden (wo es sinnvoll und möglich ist, diese zu unterscheiden), haben sich bei verschiedenen Gruppen von Organismen zahlreiche Möglichkeiten evolviert, die die Bildung der Gonaden bei verschiedenen Individuen einer Art steuern und daher ggf. auch für die Ausbildung (funktionell) männlicher und weiblicher Individuen verantwortlich sind. Dabei wurden innerhalb der Biologie lange Zeit die gewöhnlichen Verhältnisse bei der Modellart Mensch selbst als der Normalfall definiert und daher, bis hin zu Lehrbüchern, die Fülle unterschiedlicher Mechanismen unterschätzt.

### Geschlechtsbestimmung beim Menschen
Beim Menschen werden, wie bei allen Säugetieren, zwei auch körperlich differenzierbare Geschlechter unterschieden.
Grundlegend für die Geschlechtsbestimmung ist zunächst die Rolle der Geschlechtschromosomen. Bei Säugetieren wie dem Menschen wird das körperliche Geschlecht grundlegend nach dem sogenannten XY-System festgelegt und vererbt. Individuen mit im diploiden Satz zwei X-Chromosomen (XX) entwickeln weibliche Merkmale, solche mit einem X- und einem Y-Chromosom männliche. Da das X-Chromosom beiden Geschlechtern gemeinsam ist, liegt die Annahme nahe, dass der geschlechtsdeterminierende Faktor auf dem Y-Chromosom (genauer: auf dessen nicht-homologen oder pseudoautosomalen Abschnitt) liegen sollte. Experimente des Forschers Alfred Jost an Kaninchen-Embryonen erwiesen zudem, dass, wenn diese vor dem Beginn der geschlechtstypischen Entwicklung kastriert werden, es zur Bildung typisch weiblicher Organe wie des Uterus kommt. Beim Menschen entwickeln Individuen mit Aneuploidie der Geschlechtschromosomen dann und nur dann männliche Organe wie Hoden, wenn eines der Chromosomen ein Y-Chromosom ist. Später wurde ein Gen auf dem Y-Chromosom entdeckt, genannt Sex determining region of Y oder sry, das gebildete Protein Hoden-determinierender Faktor (beim Menschen TDF und bei der Maus TDY genannt), das als Transkriptionsfaktor, wie ein genetischer Schalter, die Entwicklung steuert (bekanntes Zielgen ist Sox9, weitere Zielgene werden vermutet). Wird das Gen für TDF durch einen Fehler bei der Rekombination auf das X-Chromosom transferiert, entwickeln sich Individuen mit männlichen Merkmalen (diese zeigen allerdings zahlreiche Abweichungen im Entwicklungsgang, bis hin zu Sterilität). Obwohl die Größe und Funktion des Y-Chromosoms bei Säugetieren je nach Art verschieden ist, erwies sich dieses Modell der Geschlechtsdetermination bisher als nahezu universell (wie immer in der Biologie gibt es Ausnahmen: Es gibt Säugetierarten der Nagetiergattungen Ellobius und Tokudaia ohne sry-Gen).
Bei Säugetieren (am besten untersucht beim Modellorganismus Labormaus) beginnt die Entwicklung der Gonaden im Embryo zunächst als Genitalleiste geschlechtsunspezifisch, bei späteren Weibchen und Männchen identisch. Je nach genetischer Ausstattung beginnen sich diese später, beim Menschen etwa nach drei Wochen, in Hoden (Testes) und Gebärmutter (Uterus) zu differenzieren. Die Ausbildung der weiblichen Gonaden aus dem Müller-Gang und der männlichen aus dem Wolff-Gang steht unter der Kontrolle von im Embryo gebildeten Hormonen. Die Vorläufer der Keimzellen selbst wandern von einem völlig anderen Ort (an der Basis der Allantois) in die Struktur ein. Die Differenzierung in Eizellen bzw. Spermatogonien steht unter der Kontrolle des umgebenden Gewebes, d. h. sie wird nicht durch die Chromosomenausstattung der Stammzellen selbst bestimmt. Die Bildung von Hoden wird primär gesteuert durch die Expression von sry in den Vorläufern der Sertoli-Zellen. Bei Experimenten  mit künstlichen chimären Mausembryonen aus männlichen und weiblichen Zellen konnte gezeigt werden, dass in sich entwickelnden Testes unter dem Einfluss des Hormons Prostaglandin D2 ein Teil der XX-Hodenzellen den für die Bildung funktionaler Hodenzellen Transkriptionsfaktor Sox-2 exprimieren können. Ohne XY-Zellen kommt es aber nicht zur vollständigen Hodenentwicklung. Die Entwicklung männlicher Merkmale abseits der Keimdrüsen wird durch die Differenzierung sogenannter embryonaler Leydig-Zellen vermittelt, die Androgene als Sexualhormone sezernieren. Die Entwicklung der weiblichen Organe wird durch Ausbildung des Anti-Müller-Hormons in den Sertoli-Zellen unterdrückt.
Die Steuerung der Entwicklung der weiblichen Keimdrüsen ist im Verhältnis zu derjenigen bei den Männchen schlechter erforscht. Aus der Rolle von sry und TDF als molekularer Schalter ist oft inkorrekterweise geschlossen worden, für die weibliche Entwicklung seien keine spezifischen Faktoren erforderlich; dieser Umkehrschluss ist falsch. Zwar führen die Präsenz von TDF und Sox9 soweit bekannt immer zur Induktion von Hoden, aber auch zur Induktion von weiblichen Keimdrüsen ist ein spezifischer Entwicklungsweg einzuschlagen. Experimente vor allem an Mäusen lassen eine Beteiligung des parakrinen Faktors Wnt4 wahrscheinlich erscheinen. Wird das Gen WNT4 künstlich ausgeschaltet, bewirkt dies (neben zahlreichen Fehlentwicklungen) eine Vermännlichung weiblicher Embryonen. Störungen beim Menschen führen zu Erbkrankheiten mit atypischer, teilweise männlicher, teilweise weiblicher Ausbildung der Gonaden. Das RSPO-1-Gen scheint die Wirkung von Wnt4 zu stabilisieren und zu unterstützen. Das Gen FOXL2 (es kodiert für eines der Forkhead-Box-Proteine, einen Transkriptionsfaktor) scheint eine, im Detail noch unverstandene Schlüsselrolle bei der Bildung der Ovarialfollikel zu spielen. Weitere Faktoren werden erforscht. Es gibt eine Hypothese, dass ein genetischer Schalter, ähnlich SRY beim Männchen, als Kontrollelement die Entwicklung weiblicher Gonaden steuert („Z-Faktor“-Hypothese), ein solches Element wurde aber bisher nicht gefunden.
Die Bestimmung des körperlichen Geschlechts bei Menschen (und anderen Säugetieren) beruht also auf einem fein austarierten Regelwerk zahlreicher, ineinandergreifender Faktoren und Regelkreise, oft organisiert in festgeschriebenen Entwicklungspfaden. Abweichungen von der typischen, in den meisten Individuen verwirklichten Entwicklung sind also an vielen Stellen möglich, je nach Position in der Regulationskaskade mit mehr oder weniger gravierenden Auswirkungen auf den Organismus. Der Effekt von Hormonbehandlungen zeigt, dass in dieses Regelwerk sogar nach der Geburt noch eingegriffen werden kann.
Die Mechanismen lassen sich auf zwei grundlegende Faktorenkomplexe zurückführen: a) Auswirkungen der Sexualhormone, bestimmt von der Entwicklung und Ausprägung der Keimdrüsen. b) Direkte Wirkungen der Geschlechtschromosomen, vermittelt über Transkriptionsfaktoren. Die meisten, aber nicht alle Gene auf dem zweiten, nur im weiblichen Geschlecht vorhandenen X-Chromosom werden durch epigenetisches Abschalten (Gen-Silencing) stillgelegt, bei knapp einem Viertel der Gene kommt es aber (beim Menschen) doch zu einer verstärkten Expression im weiblichen Organismus. Subtile Unterschiede in der Expression von Genen auf dem X- oder dem Y-Chromosom haben direkte Auswirkungen auf somatische Zellen, die völlig unabhängig von hormonellen Wirkungen sind. Beide Regulationswege greifen ineinander, können aber in Konflikt miteinander geraten. Die direkt auf Geschlechtschromosomen beruhenden Unterschiede bleiben auch bei gegensätzlichem hormonellen Signal bestehen.

#### Abweichungen
Aufgrund von vielfältigen Einflüssen wie individuellen Mutationen, Tumoren mit Einfluss auf hormonproduzierende Zellen und anderen gibt es Individuen, deren primäre Geschlechtsorgane bei der Geburt vom typischen Erscheinungsbild abweichen. Diese werden zum Phänomen der Intersexualität gerechnet (die aber auch andere Fälle mit umfasst). Zu den Ursachen zählen partielle oder komplette Androgenresistenz, bei der bei Individuen mit chromosomal männlichem Geschlecht (XY) die äußeren primären Geschlechtsorgane ganz oder teilweise in weiblicher Form gebildet werden, oder Kongenitale Nebennierenhyperplasie, bei der Individuen mit chromosomal weiblichem Geschlecht (XX) aufgrund einer Störung in der Hormonsynthese zur Ausbildung ganz oder teilweise männlicher Genitale kommt. Der Anteil der Fälle, bei denen dies so ausgeprägt ist, dass eine übliche Geschlechtszuweisung bei der Geburt nicht oder nur sehr eingeschränkt möglich ist, wird auf etwa eine pro 4.500 Geburten abgeschätzt. Diese wurden früher medizinisch als Pseudohermaphroditismus diagnostiziert, was heute überholt ist und durch die Bezeichnung Differences of sexual development (DSD) ersetzt wurde. Teilweise sind höhere Schätzungen veröffentlicht, oft zitiert wurde etwa die Abschätzung der amerikanischen Wissenschaftlerin Anne Fausto-Sterling, die auf einen Anteil von 1,7 % intersexueller Geburten kam. Die Diskrepanz kommt daher, dass Fausto-Sterling Intersexualität weiter definiert und auch Abweichungen in ihre Definition aufnimmt, die zwar nicht dem idealtypischen Ablauf entsprechen, aber gewöhnlich bei der Zuweisung eines Geschlechts wenig Schwierigkeiten bereiten. Auch andere Autoren nehmen zahlreiche geringere morphologische Variationen wie etwa Hypospadie oder Klitoromegalie in die Definition von DSD mit auf und kommen dann auf eine Häufigkeit von etwa einer in 100 Geburten. Diese Definitionsabhängigkeit ist auch beim Vergleich anderer veröffentlichter Zahlenangaben zu beachten.
Bei Abweichungen im Entwicklungsgang entstehen Individuen, die mosaikartige männliche und weibliche somatische Merkmale im selben Individuum vereinen oder bei der die Gonaden und andere Geschlechtsmerkmale intermediär ausgeprägt sind, genannt Intersexualität. Verschiedene Formen der Intersexualität werden medizinisch nach der englischen Bezeichnung Differences of sexual development als DSD klassifiziert. Viele Inter-Personen fühlen sich durch die Klassifizierung von Entwicklungsvarianten als Störung oder als Krankheit herabgesetzt, weswegen es heute üblich ist, neutrale Bezeichnungen zu verwenden. Die körperliche Erscheinung von Inter-Personen lässt sich zu einer nahezu ununterbrochenen Reihe zwischen „rein weiblich“ und „rein männlich“ anordnen (deswegen auch abgeleitet von lateinisch inter, dazwischen). Eine Bildung von Klassen, im Sinne von zusätzlichen Geschlechtern (bekannt geworden ist etwa der Vorschlag der US-amerikanischen Wissenschaftlerin Anne Fausto-Sterling, fünf Geschlechter zu unterscheiden), oder die Klassifizierung, etwa von Inter-Personen pauschal, als drittes Geschlecht ist eine soziale Konvention und nicht biologisch begründbar, da natürliche Grenzen zwischen den Klassen nicht angegeben werden können und die Zuordnung letztlich am Selbstbild der jeweiligen Person festgemacht werden muss.
Die Bildung echter Hermaphroditen, mit funktionalen männlichen und weiblichen Keimdrüsen und Organen, ist bei Säugetieren wie dem Menschen normalerweise nicht gegeben, sie wird wohl durch genomische Prägung (Imprinting) epigenetisch verhindert (sie lässt sich experimentell durch entsprechende Eingriffe auslösen).

## Angeborene Geschlechtsunterschiede
Weichen bei einer Art die weiblichen von den männlichen Individuen in der körperlichen Erscheinung voneinander ab, wird von Sexualdimorphismus gesprochen. Sexualdimorphismus ist bei unterschiedlichen Arten unterschiedlich stark ausgeprägt, von Arten, bei denen die Geschlechter mit Ausnahme der Fortpflanzungsorgane ununterscheidbar sind, bis hin zu Extremfällen wie Tiefseefischen mit Zwergmännchen, bei denen das viel kleinere Männchen fast lebenslang, fast wie ein Parasit, als Anhängsel festhängend am Weibchen lebt.

### Angeborene Geschlechtsunterschiede beim Menschen
Beim Menschen (Homo sapiens) wird im Regelfall ein bestimmter, aber im Vergleich der Arten relativ geringer Geschlechtsdimorphismus angenommen, der eher geringer ist als bei unseren Verwandten, den Menschenaffen und auch geringer als bei vielen Vorfahren wie etwa der Gattung Australopithecus.

## Evolution der Zweigeschlechtlichkeit und der Geschlechter
Es gilt in der Biologie als nahezu sicher, dass die ursprüngliche Form der sexuellen Fortpflanzung isogam war. Anisogamie ist bei mehrzelligen Organismen aber viel häufiger (mit nennenswerten Ausnahmen, abseits der Pilze nur bei verschiedenen Gruppen mehrzelliger Algen). Bei den mehrzelligen Tieren (Metazoa) und den Landpflanzen (Embryophyta) sind überhaupt keine isogamen Arten bekannt. Damit stellt sich die Frage, welche evolutionären Faktoren hier die Anisogamie begünstigt haben. Wenn Anisogamie vorliegt, stellt sich zusätzlich die Frage, warum sie auf verschiedene Individuen verteilt ist, es also nicht nur männliche und weibliche Gonaden gibt, sondern diese auf verschiedene Geschlechter aufgeteilt sind. Diese Verteilung ist zudem in den verschiedenen taxonomischen Gruppen ungleich. Während nur rund vier Prozent der bedecktsamigen Landpflanzen (Angiospermae) zweihäusig sind (fast sicher, in zahlreichen einzelnen Ereignissen in verschiedenen Entwicklungslinien, sekundär aus einhäusigen hervorgegangen), ist Getrenntgeschlechlichkeit bei den Wirbeltieren die Regel; funktionale Hermaphroditen gibt es nur bei den Fischen, in allen anderen Gruppen existieren sie, wenn überhaupt, nur als seltene individuelle Aberrationen. Evolutionsbiologen weisen schon seit langem darauf hin, dass die sexuelle Fortpflanzung, aber insbesondere die Produktion von Männchen evolutionär mit Kosten verbunden sind. Zu den „costs of sex“ (Kosten des Geschlechts) kommt die spezifische „cost of males“ (Kosten aufgrund von Männchen) hinzu. Da Männchen nur indirekt (über die Befruchtung) an der Fortpflanzung teilnehmen, müsste eine Population nur aus Weibchen (Parthenogenese) (oder ganz ohne sexuelle Fortpflanzung) das Populationswachstum glatt verdoppeln können. Die Nachteile bei der Produktion von Männchen sind insbesondere in sehr schnell wachsenden Populationen offenkundig (weswegen getrenntgeschlechtliche Fortpflanzung in langsam wachsenden Populationen häufiger ist). Zudem gibt jeder weibliche Organismus nicht seine ganzen Gene, sondern nur die Hälfte davon an seinen eigenen Nachwuchs weiter. Besonders vorteilhafte Allelkombinationen, die im Lebensraum schon erfolgreich waren (da sie ja den mütterlichen Organismus ermöglicht haben), werden zugunsten neuer Kombinationen, mit ungewissen Erfolgsaussichten, aufgegeben. Der Paarung gehen zudem Suche nach Partnern und ggf. kostspielige Paarungskämpfe oder -vorspiele voraus.
Erklärbar ist das scheinbare Paradox teilweise dadurch, dass die Evolution nicht zum Wohl der Art wirkt, sondern den jeweiligen individuellen Fortpflanzungserfolg optimiert, was auch auf Kosten von Artgenossen gehen kann. Ist der durchschnittliche Fortpflanzungserfolg von Männchen und Weibchen in einer Population höher als derjenige von Hermaphroditen oder von asexuell fortpflanzenden Individuen, kann sich diese Strategie in der Population zulasten der anderen ausbreiten und letztlich durchsetzen. Männchen können zudem den Fortpflanzungserfolg von Weibchen indirekt erhöhen, etwa, indem sie mittels Brutpflege den gemeinsamen Nachwuchs fördern. Dennoch hängt der Erfolg der Strategie von den Umweltparametern ab, weswegen es bei sehr zahlreichen Arten sekundär zu einer Aufgabe der sexuellen Fortpflanzung gekommen ist. Da es ohne sexuelle Fortpflanzung aber nicht mehr zur Rekombination und damit der Kombination günstiger Allele aus verschiedenen Linien kommen kann, gelten asexuelle Linien als „evolutionäre Sackgassen“, die letztlich nach mehr oder weniger langer Zeit wieder aussterben müssen.
Die am weitesten verbreitete Theorie zur Anisogamie, und damit der Entstehung von Männchen, geht zurück auf eine Arbeit der Biologen Geoffrey Alan („Geoff“) Parker, Robin R. Baker und Vic G.F. Smith 1972, nach den Initialen der Verfasser oft „PBS Theorie“ genannt. Sie stellten ein mathematisches Modell auf, nach dem zwei Größenklassen von Gameten aus gleich großen Isogameten durch die Wirkung von disruptiver Selektion plausibel gemacht werden kann. Demnach ist es für den Erfolg eines Organismus vorteilhaft, wenn er die Anzahl seiner Gameten erhöht, was einen Selektionsdruck auf kleine, bewegliche Gameten erzeugt. Andererseits kann er in den individuellen Erfolg der einzelnen Gameten investieren und diese mit Reservestoffen anreichern, was wenige, große Gameten ergibt. Individuen mit mittelgroßen Gameten verfehlen beide Maxima und verschwinden letztlich. Die Theorie sagt einen Zusammenhang zwischen Anisogamie und Komplexität der die Gameten produzierenden Organismen voraus, der durch Beobachtung bestätigt wird.
Da im Tierreich (bei den Metazoa) getrenntgeschlechtliche Individuen der Regelfall sind, ist es hier eher erklärungsbedürftig, warum es bei einigen Entwicklungslinien zur sekundären Entstehung von Hermaphroditismus gekommen ist. Eine gängige Erklärung geht davon aus, dass bei einigen Arten die Zahl der zu bildenden Eier durch äußere Zwänge begrenzt ist (etwa Eigelege begrenzter Größe, extrem knappe Zeiten für mögliche Eiablage, Eiablage nur in seltene Mikrohabitate). Dann können quasi „überschüssige“ Ressourcen in die Bildung männlicher Gameten investiert werden. Ein weiterer Erklärungsansatz sieht Hermaphroditismus als eine Art Versicherung bei Arten mit seltenen, weit voneinander getrennten Individuen, die Begegnungen mit Paarungsmöglichkeiten selten und riskant machen. Dadurch können Hermaphroditen in Arten mit rasanter geographischer Ausbreitung, bei der Individuen am Rand des Gebiets selten sind, gefördert werden. Oft ist Hermaphroditismus dann mit Selbstbefruchtung gekoppelt.